# Декейтер (Індіана)
Декейтер (англ. Decatur) — місто (англ. city) в США, в окрузі Адамс штату Індіана. Населення — 9913 особи (2020).

## Географія
Декейтер розташований за координатами 40°49′48″ пн. ш. 84°55′41″ зх. д. / 40.83000° пн. ш. 84.92806° зх. д. (40.830135, -84.928153).  За даними Бюро перепису населення США в 2010 році місто мало площу 14,98 км², з яких 14,96 км² — суходіл та 0,02 км² — водойми.

## Демографія
Згідно з переписом 2010 року, у місті мешкало 9405 осіб у 4011 домогосподарстві у складі 2511 родини. Густота населення становила 628 осіб/км².  Було 4427 помешкань (296/км²).
Расовий склад населення:
| - 94,7 % — білих - 0,5 % — чорних або афроамериканців - 0,4 % — корінних американців - 0,4 % — азіатів - 2,6 % — осіб інших рас |

До двох чи більше рас належало 1,4 %. Частка іспаномовних становила 8,4 % від усіх жителів.
За віковим діапазоном населення розподілялося таким чином: 24,7 % — особи молодші 18 років, 60,7 % — особи у віці 18—64 років, 14,6 % — особи у віці 65 років та старші. Медіана віку мешканця становила 37,2 року. На 100 осіб жіночої статі у місті припадало 93,8 чоловіків;  на 100 жінок у віці від 18 років та старших — 90,9 чоловіків також старших 18 років.
Середній дохід на одне домашнє господарство  становив 51 261 долар США (медіана — 39 808), а середній дохід на одну сім'ю — 65 102 долари (медіана — 52 014). Медіана доходів становила 39 635 доларів для чоловіків та 31 029 доларів для жінок. За межею бідності перебувало 14,9 % осіб, у тому числі 23,6 % дітей у віці до 18 років та 8,4 % осіб у віці 65 років та старших.
Цивільне працевлаштоване населення становило 4181 осіб. Основні галузі зайнятості: виробництво — 33,3 %, освіта, охорона здоров'я та соціальна допомога — 16,8 %, роздрібна торгівля — 12,1 %.